# علي فيولا
علي فيولا (بالإنجليزية: Ali Viola)‏ هو لاعب كرة لينة أمريكي، ولد في 1976.